# Amos Lapidot

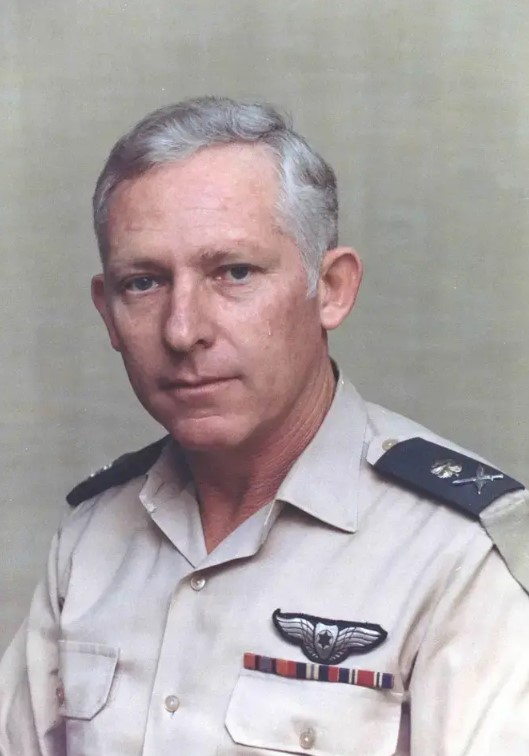
Amos Lapidot als Kommandeur der IAF in den 1980er Jahren

Amos Lapidot (hebräisch עמוס לפידות; * 1934 in Kfar Saba; † 20. November 2019 in Ramat haScharon) war ein israelischer Kampfpilot und später der zehnte Kommandeur der Israelischen Luftwaffe (IAF).

## Leben und Karriere
Lapidot wurde 1934 in Kfar Saba, Israel, geboren und wuchs in Chavazzelet haScharon auf. Er meldete sich zunächst beim IDF-Artilleriekorps, bevor er sich schließlich der aufstrebenden Israelischen Luftwaffe anschloss und 1954 den Pilotenkurs an der IAF-Flugakademie absolvierte. Er flog die P-51 Mustang, Gloster Meteor und Dassault Ouragan.
Lapidot verfügte über einen Bachelor in Mathematik von der Universität Tel Aviv und einen Master-Abschluss in Finanzsystemtechnik von der Stanford University.
Während der Suezkrise flog er die Ouragan und die Dassault Mystère IV. 1961 wechselte er zur Dassault Mirage III und wurde stellvertretender Kommandeur des 101. Geschwaders, des ersten Mirage-Geschwaders der IAF. Im Jahr 1962 wurde ihm das Kommando über das 113. Geschwader übertragen, das Ouragans flog, und 1965 wurde er Kommandeur des 101. Geschwaders, das er während des Sechstagekrieges anführen sollte. 1970 wurde ihm die Leitung der Waffenabteilung der IAF übertragen, und 1973 wurde er Kommandeur des Luftwaffenstützpunkts Chazor, den er während des Jom-Kippur-Krieges leitete.
1975 wurde Lapidot mit der Leitung des Air Intelligence Directorate beauftragt, und 1981 wurde er Direktor des IAI-Lavi-Projekts. Ein Jahr später, 1982, wurde er in den Rang eines Generalmajors (Aluf) befördert und Kommandeur der IAF.
Während seiner Amtszeit erhielt die IAF weitere F-16-Kampfflugzeuge und rüstete ihren Raketenbestand mit der israelischen AGM-142 Popeye auf. Unter seiner Regie führte die IAF die Operation Wooden Leg durch, einen Angriff auf das Hauptquartier der Palästinensischen Befreiungsorganisation (PLO) in Hammam-Chatt bei Tunis, Tunesien (über 2300 Kilometer eine Flugstrecke). 1987 beendete Lapidot seine Amtszeit als Kommandeur der IAF und übergab das Kommando an Avihu Ben-Nun.

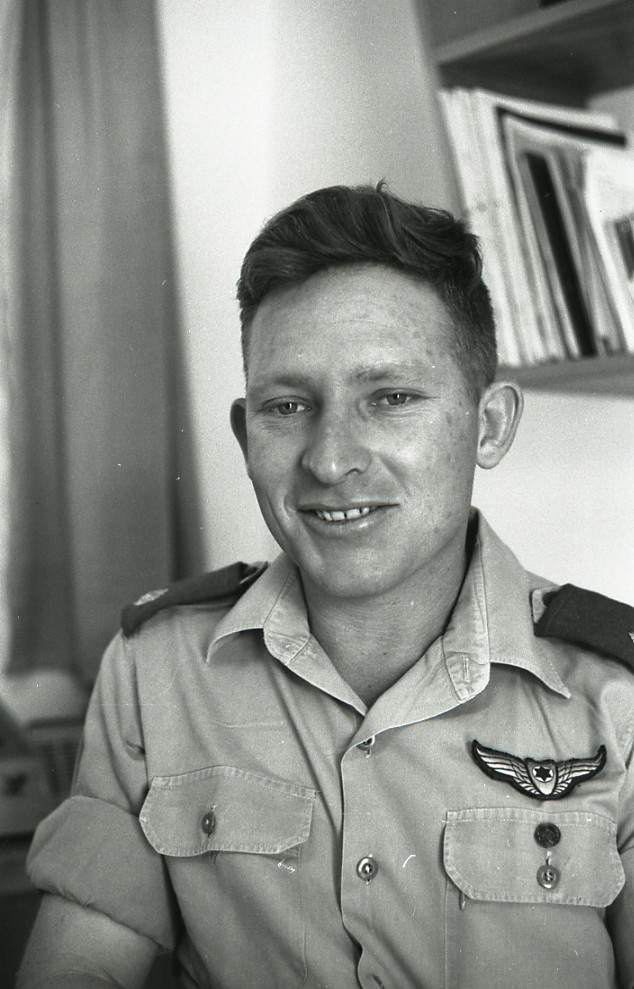
Amos Lapidot in jungen Jahren
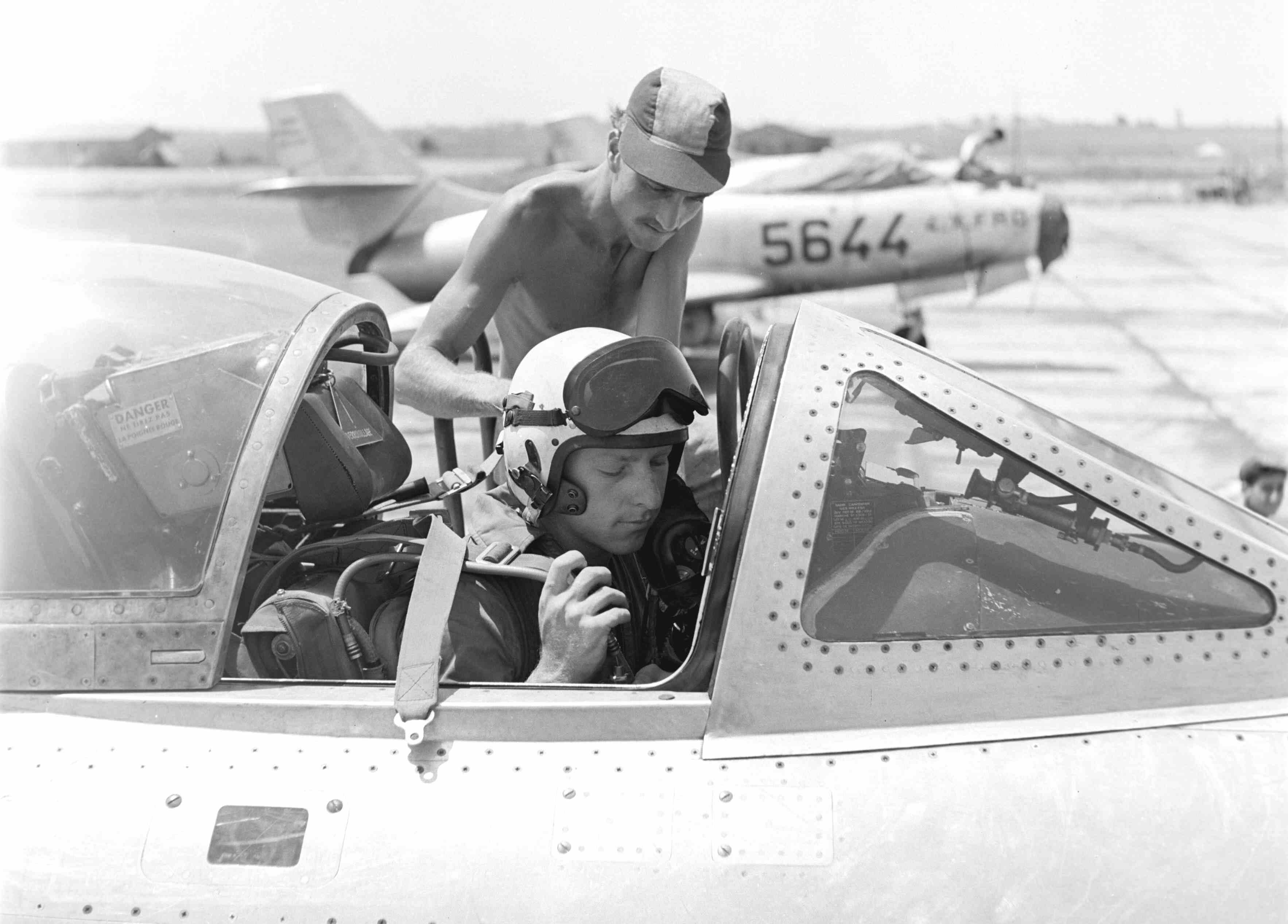
Amos Lapidot 1956 als Pilot einer Dassault Ouragan auf dem Militärflugplatz Chazor
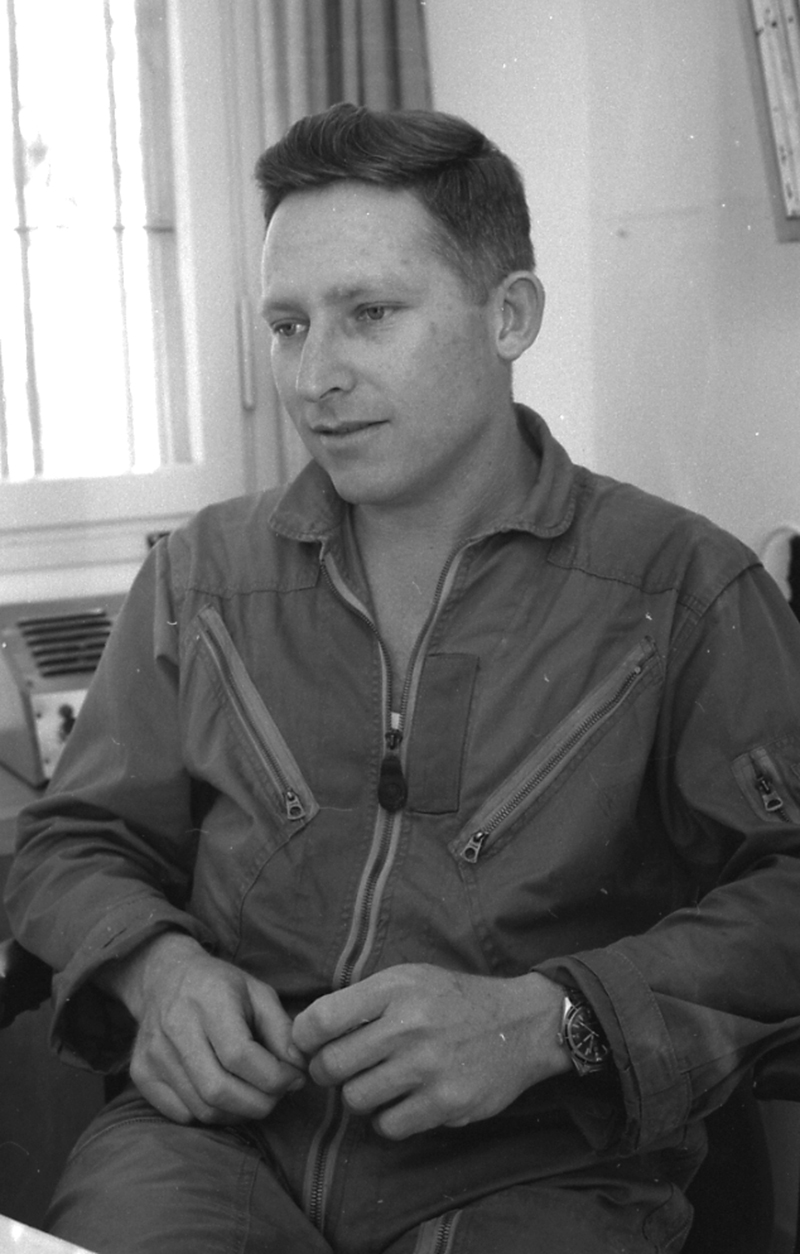
Amos Lapidot als Kommandeur der 101. Staffel „First Fighter“ 1967, im Jahr des Sechstagekrieges
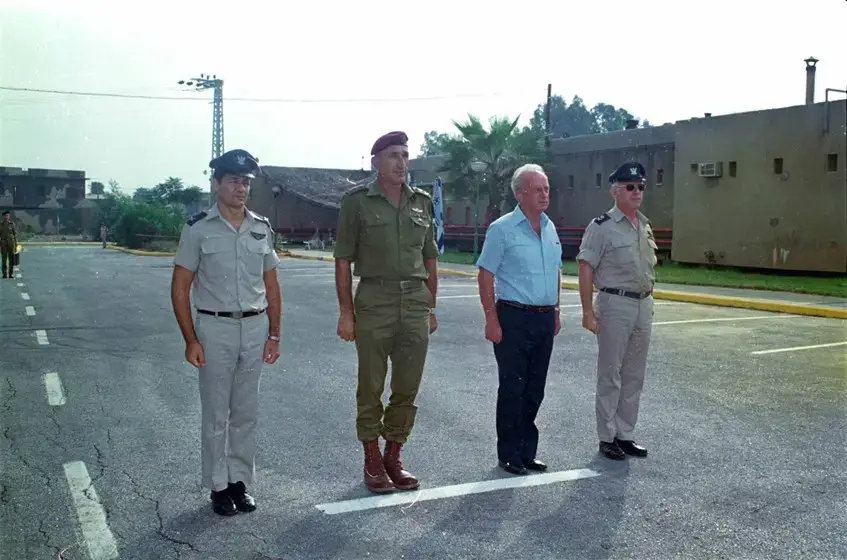
Amos Lapidot (rechts) neben Jitzchak Rabin 1984 auf dem Militärflugplatz Tel Nof
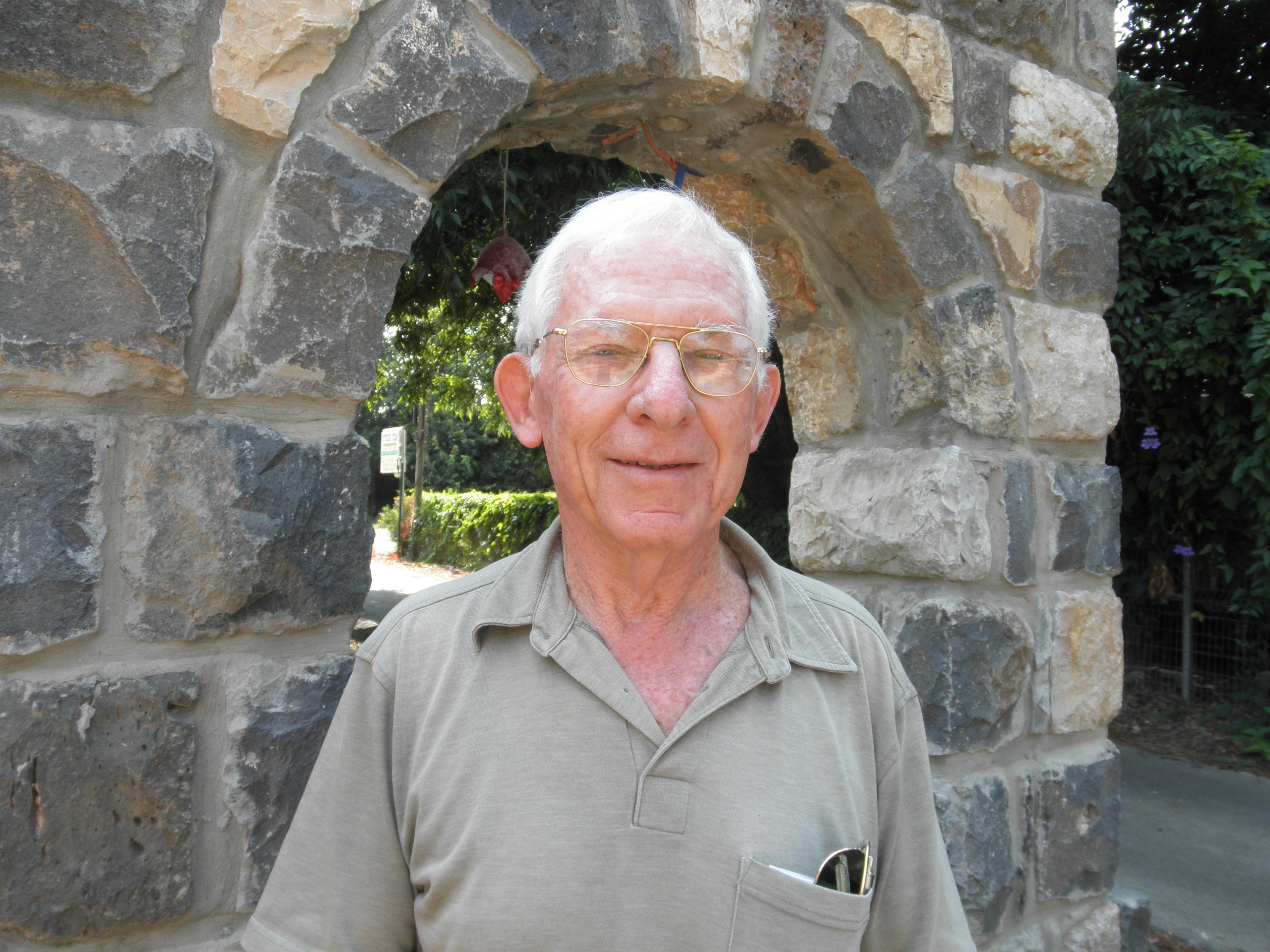
Amos Lapidot im Jahr 2012

### Nach der Luftwaffe
1988 gründete Lapidot eine Think-Tank-Organisation. Von 1998 bis 2001 war er Präsident des Technion – Israel Institute of Technology. 2007 leitete er ein von Verkehrsminister Shaul Mofaz eingesetztes öffentliches Komitee zur Prüfung der Flugsicherheit. Er trat im Mai 2008 zurück, nachdem seine Empfehlungen nicht umgesetzt wurden. Er war Vorsitzender des akademischen Komitees des Fisher Institute for Air and Space Strategic Studies.
Er war Vater von vier Kindern, zwei seiner Söhne dienten ebenfalls als Piloten in der Israelischen Luftwaffe. Er starb am 20. November 2019 im Alter von 85 Jahren in Ramat haScharon, wo er auch begraben ist.